# Парк «Перемога» (Київ)
Парк «Перемога» — парк в Дніпровському районі Києва, присвячений перемозі народів світу у Другій світовій війні. Головний архітектор — Костянтин Семенович Черній. Архітектори — Михайло Гречина, Валентин Єжов, І. Я. Жилкін, Олексій Заваров, Самуїл Вайнштейн, Ігор Мезенцев. Розташований поблизу станції метро «Дарниця».

## Опис
Облаштований у 1965 та перепланований у 2008 році. На 82,61 га є сосновий ліс з парковими алеями, декоративне озеро з арковими містками та островом, атракціони (радянські та нові з колишнього лунапарку біля станції метро «Лісова»), спортивні майданчики, крита ковзанка «Крижинка». З оглядового колеса (близько 30 м) відкриваються панорами частини столичного лівобережжя.
На головній алеї парку — Курган Безсмертя. Відкритий 21 червня 1967 року на честь героїв, які віддали життя за свободу і незалежність в роки німецько-радянської війни. Курган Безсмертя насипаний із землі, привезеної зі солдатських і партизанських могил, залишених війною в різних місцевостях СРСР та інших країн Європи, у тому числі з братських могил Яновських лісів (Польща), де проти німецьких вояків боролися пліч-о-пліч польські і радянські партизани. Курган реконструювали 2004 року на честь 60-річчя вигнання нацистських загарбників із України.
В парку знаходиться також пам'ятка природи — група дерев бука лісового. Неподалік центрального входу в парк знаходиться сонячний годинник — найменший серед подібних у Києві.
За період з 2003 по 2012 роки в парку провели масштабну реконструкцію, перелаштували головний вхід до парку з встановленням скульптурної композиції «Мати проводжає сина на війну», збудували 2 фонтани, впорядкували курган «Безсмертя», замостили бетонними та гранітними плитками алеї та доріжки та провели меліоративні роботи по поглибленню водойм та укріпленню берегів з встановленням трьох ажурних металевих містків. Головним архітектором проєкту реконструкції парку «Перемога» став заслужений архітектор України Черній Костянтин Семенович.
У 2012 році в центрі парку було споруджено пам'ятник «Матері-вдові», у 2013 р. — пам'ятник українським прикордонникам. 7 травня 2016 року перед головним входом у парк встановили скульптурну композицію «Люди перемоги», прототипами образів для якої стали кияни: Герой Радянського Союзу Іван Іванович Селіфонов і стрілець-радист Ганна Федорівна Коломейцева, яку називали «особистою радисткою» радянського генерала Ватутіна.

## Галерея

Курган Безсмертя
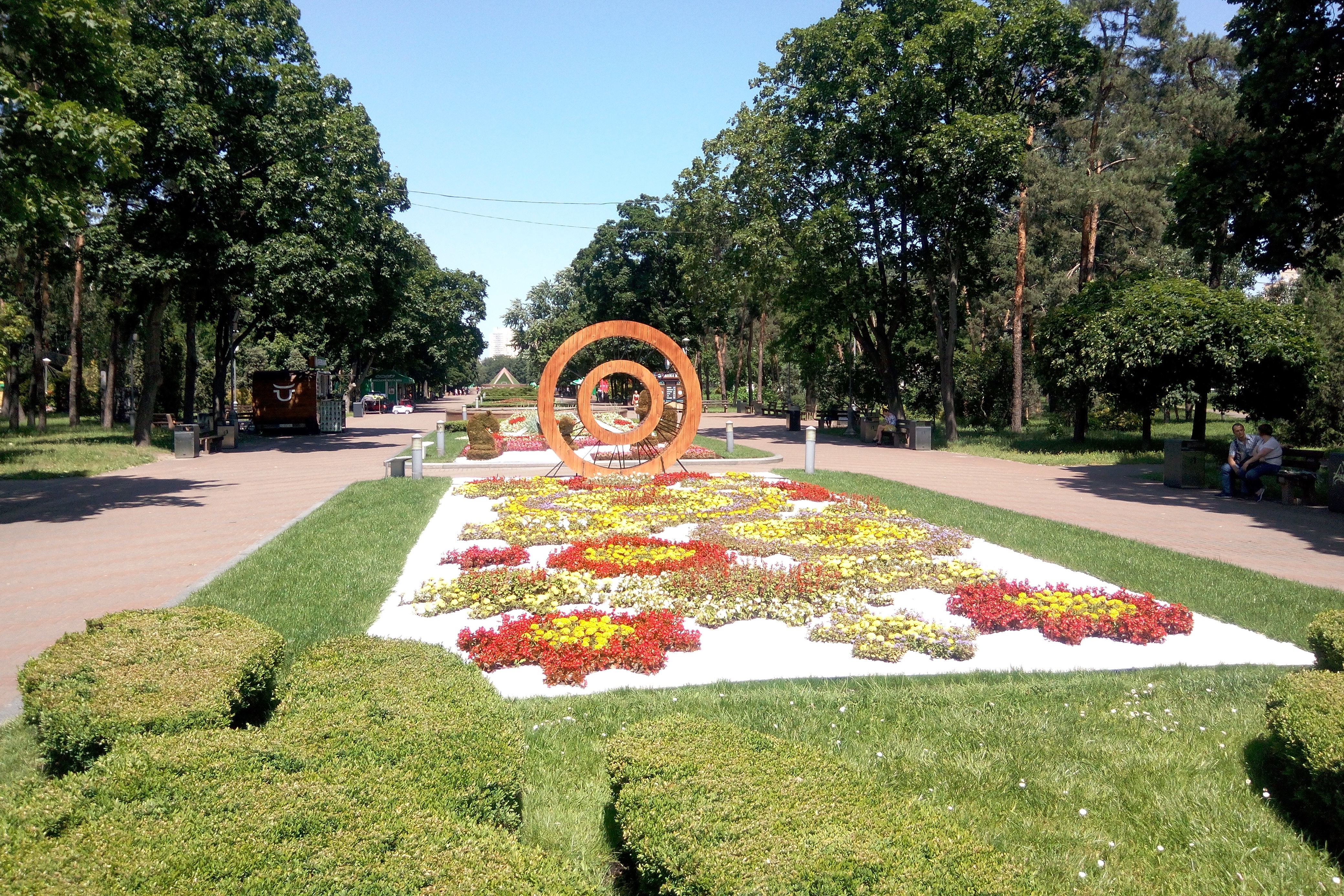
Головна алея в парку
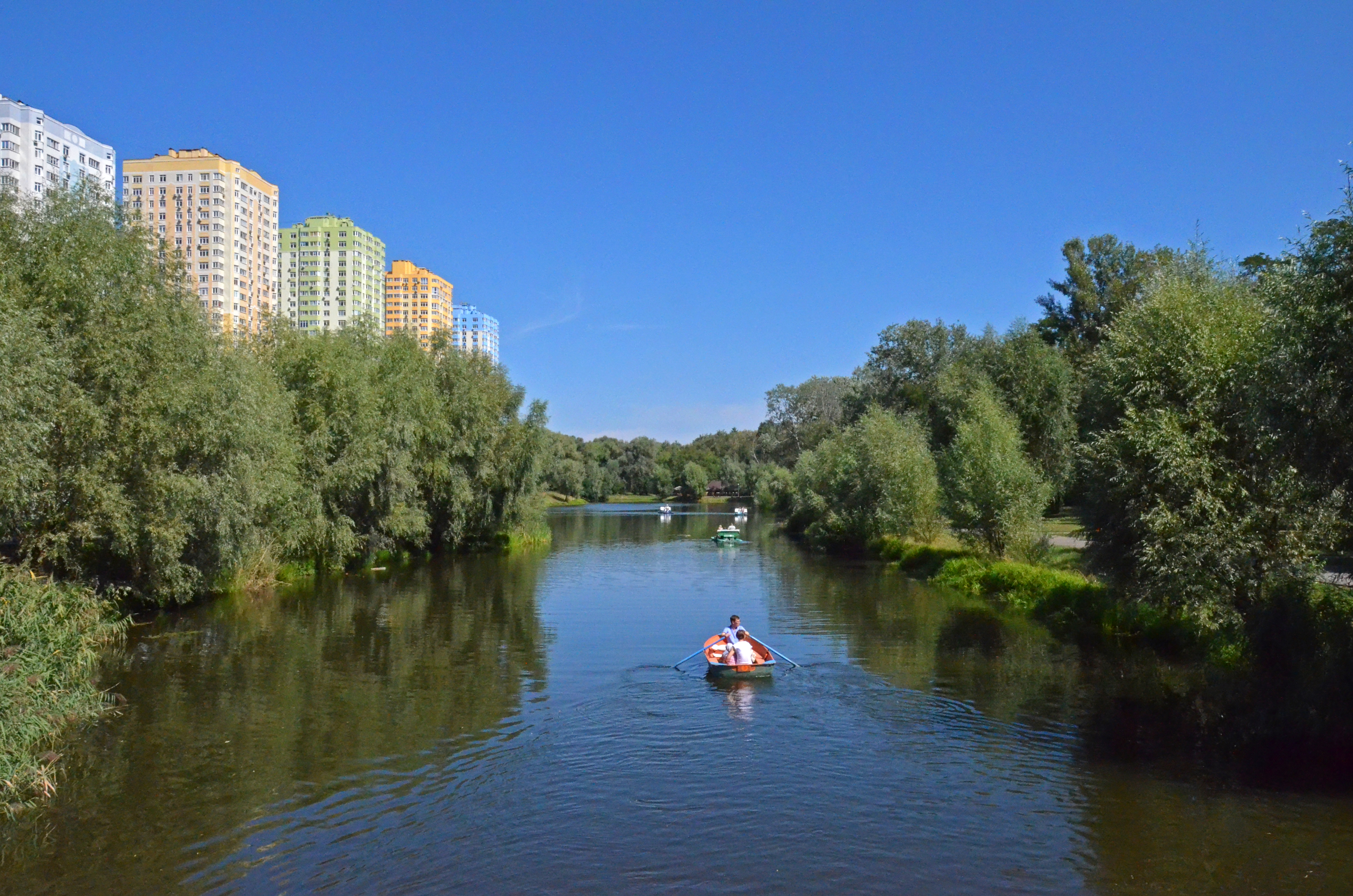
Озеро
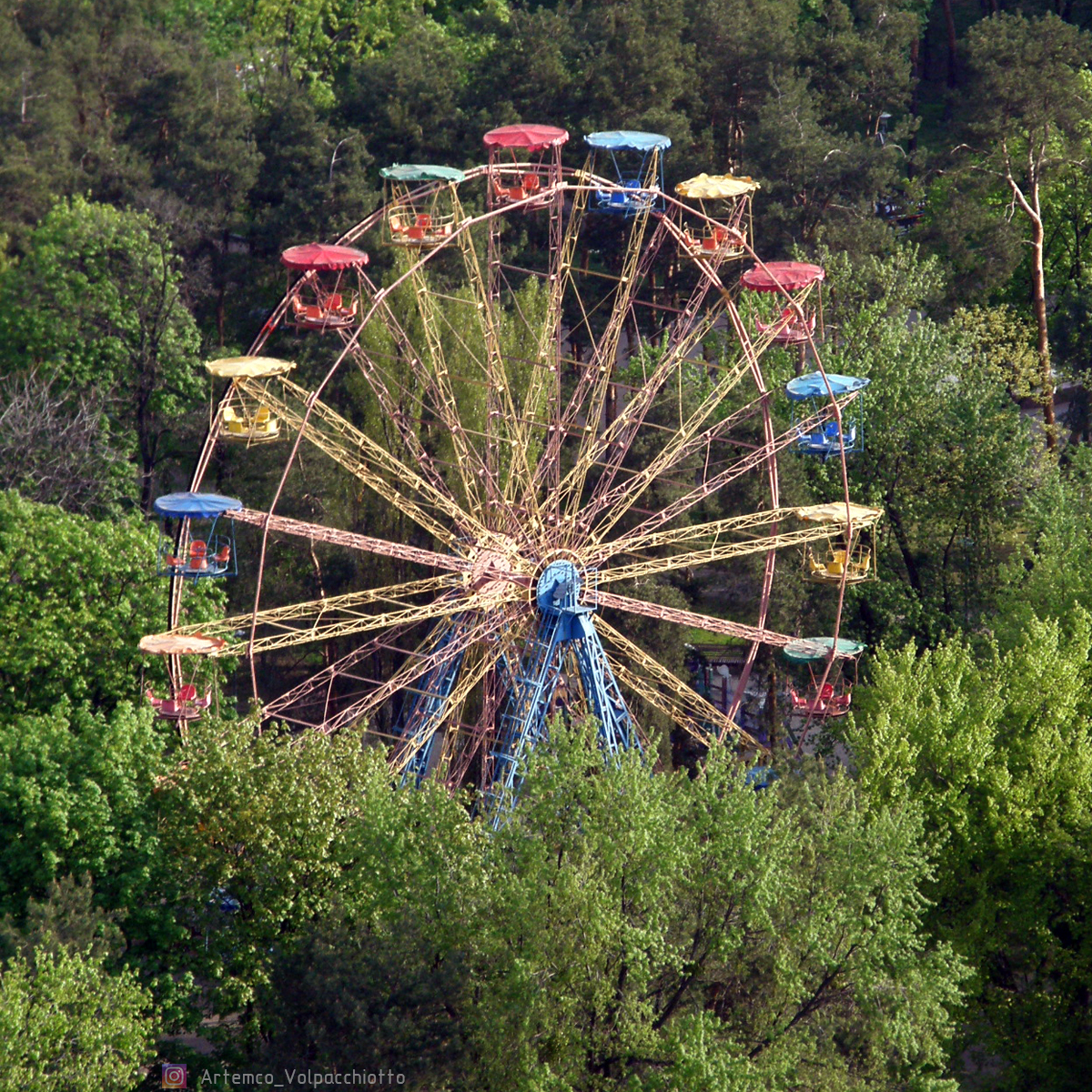
оглядове колесо, 1978 р.
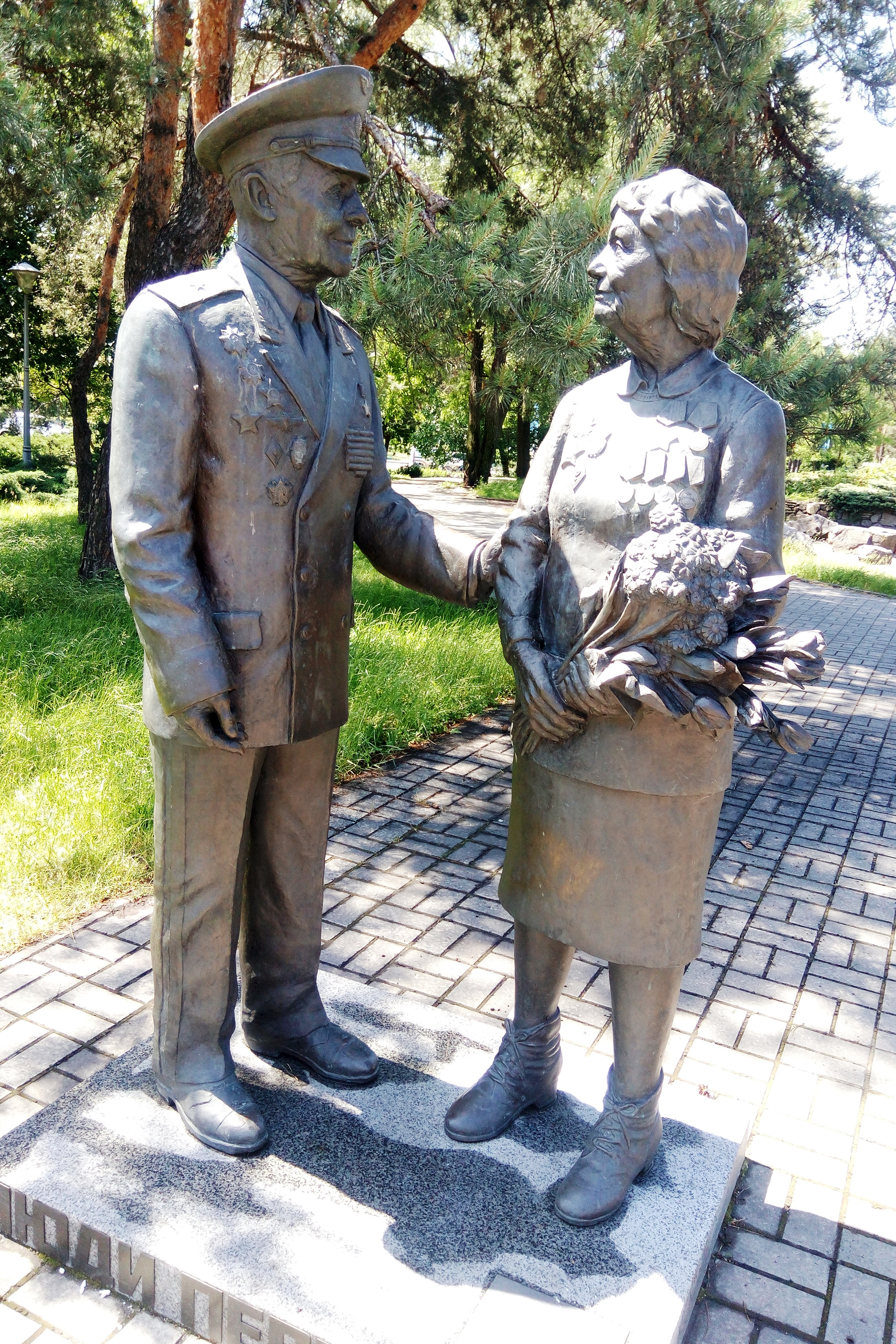
Скульптурна композиція «Люди Перемоги», скульптор А. Моргацький, бронза, 2016 р.
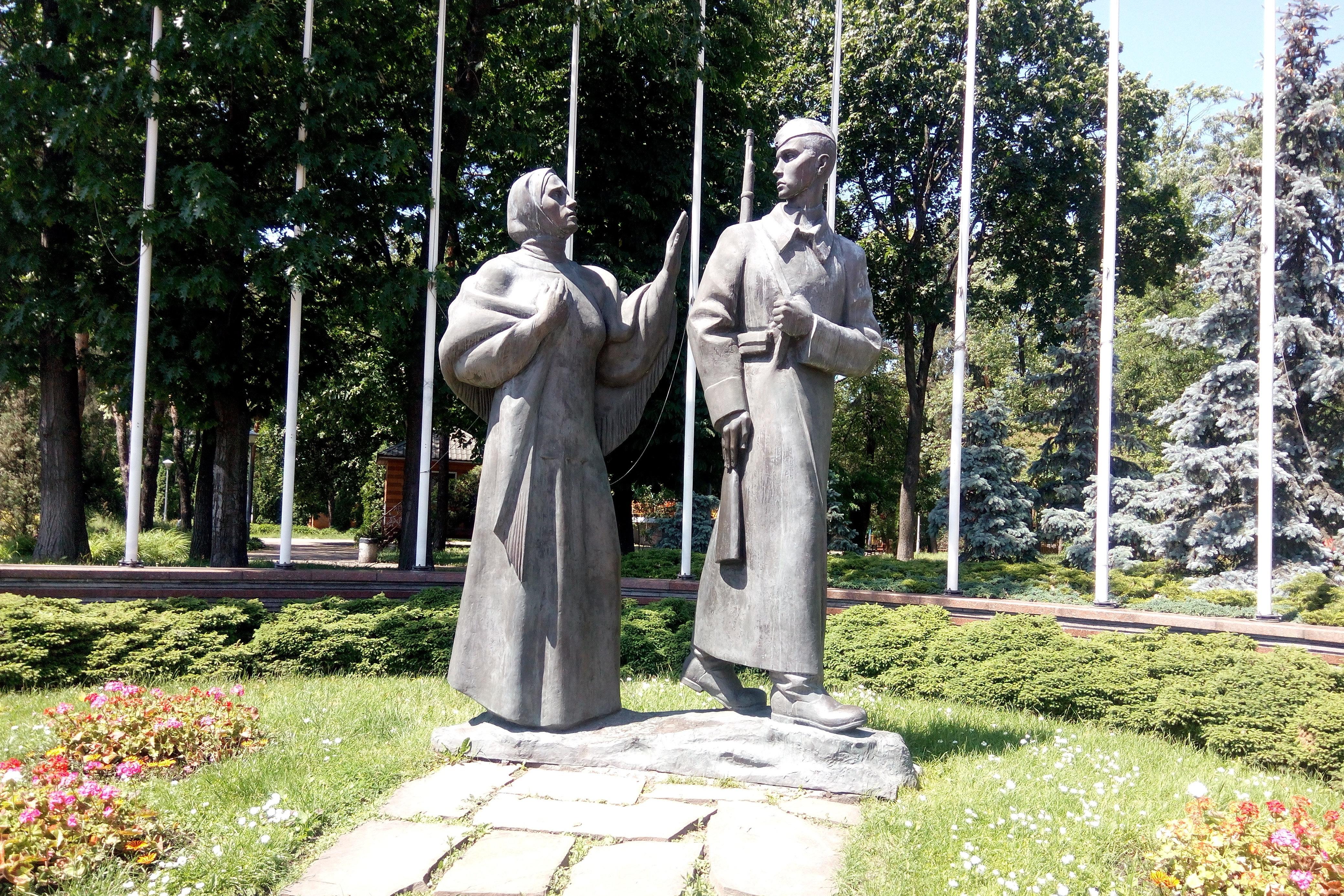
Пам'ятник матері, що проводжає сина на війну, скульптор А. Радіонов, бронза, 2005 р.
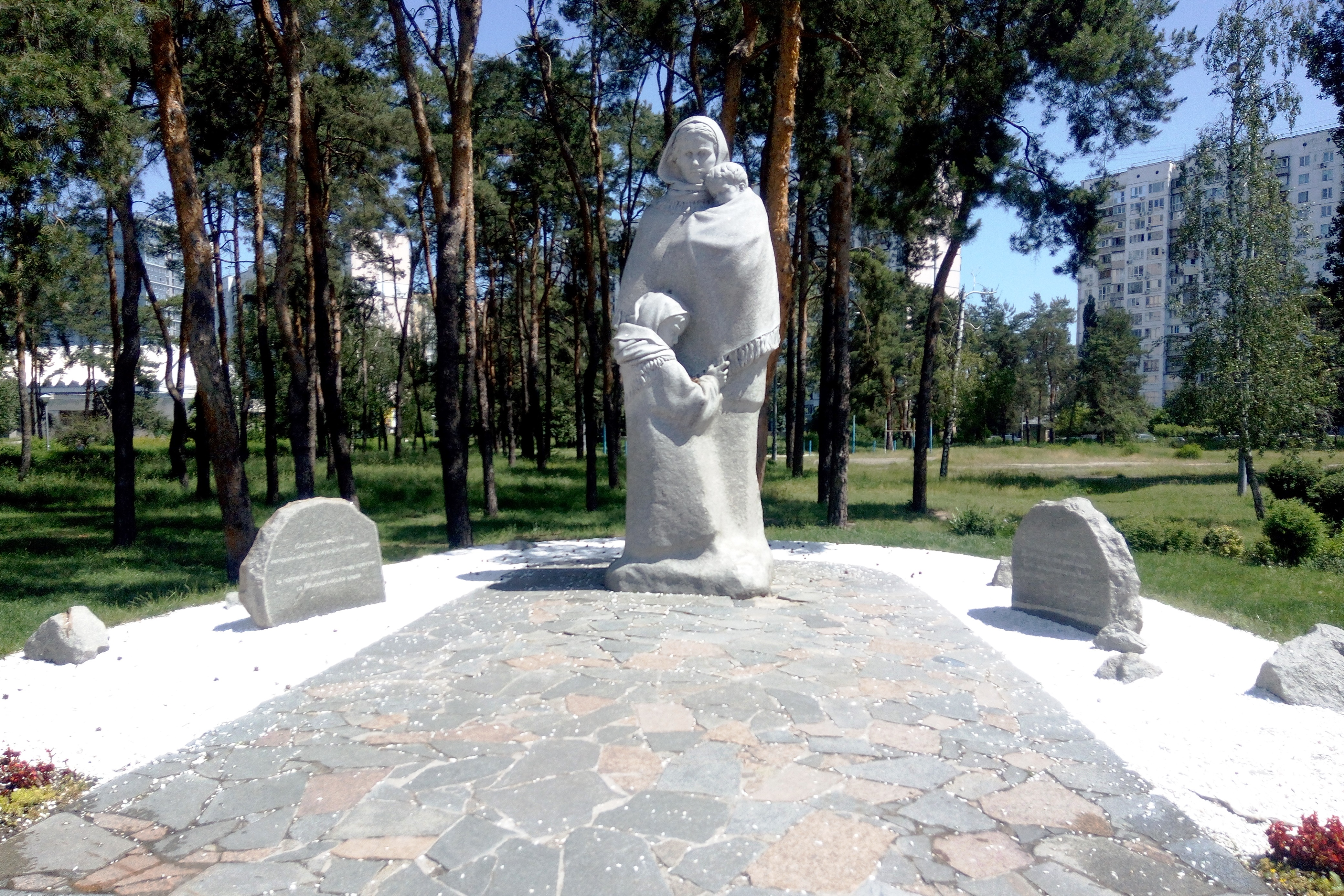
Пам'ятник «Мати-вдова», скульптори А. Балог і К. Добрянський, граніт, 2012 р.
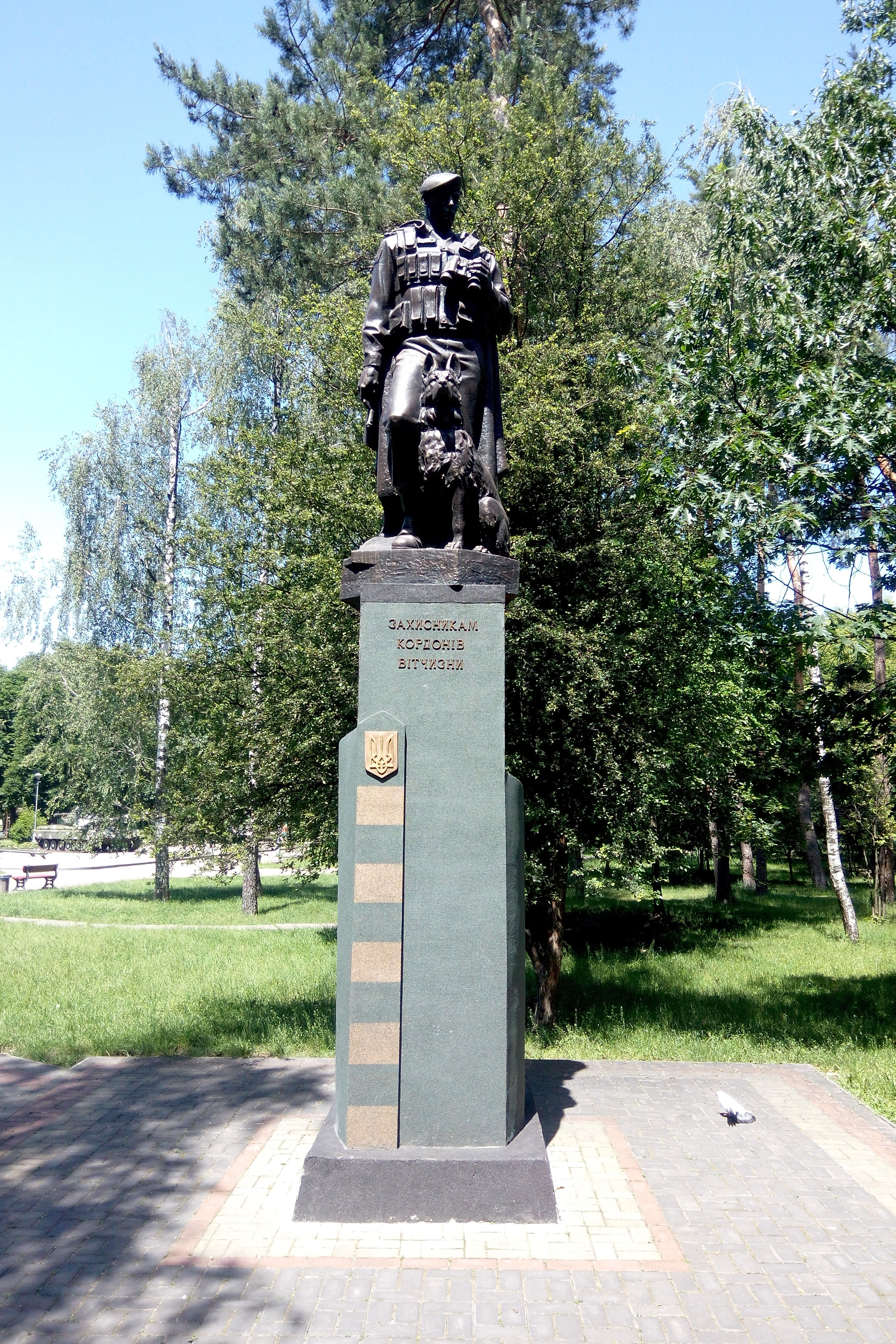
Пам'ятник «Захисникам кордонів Вітчизни»
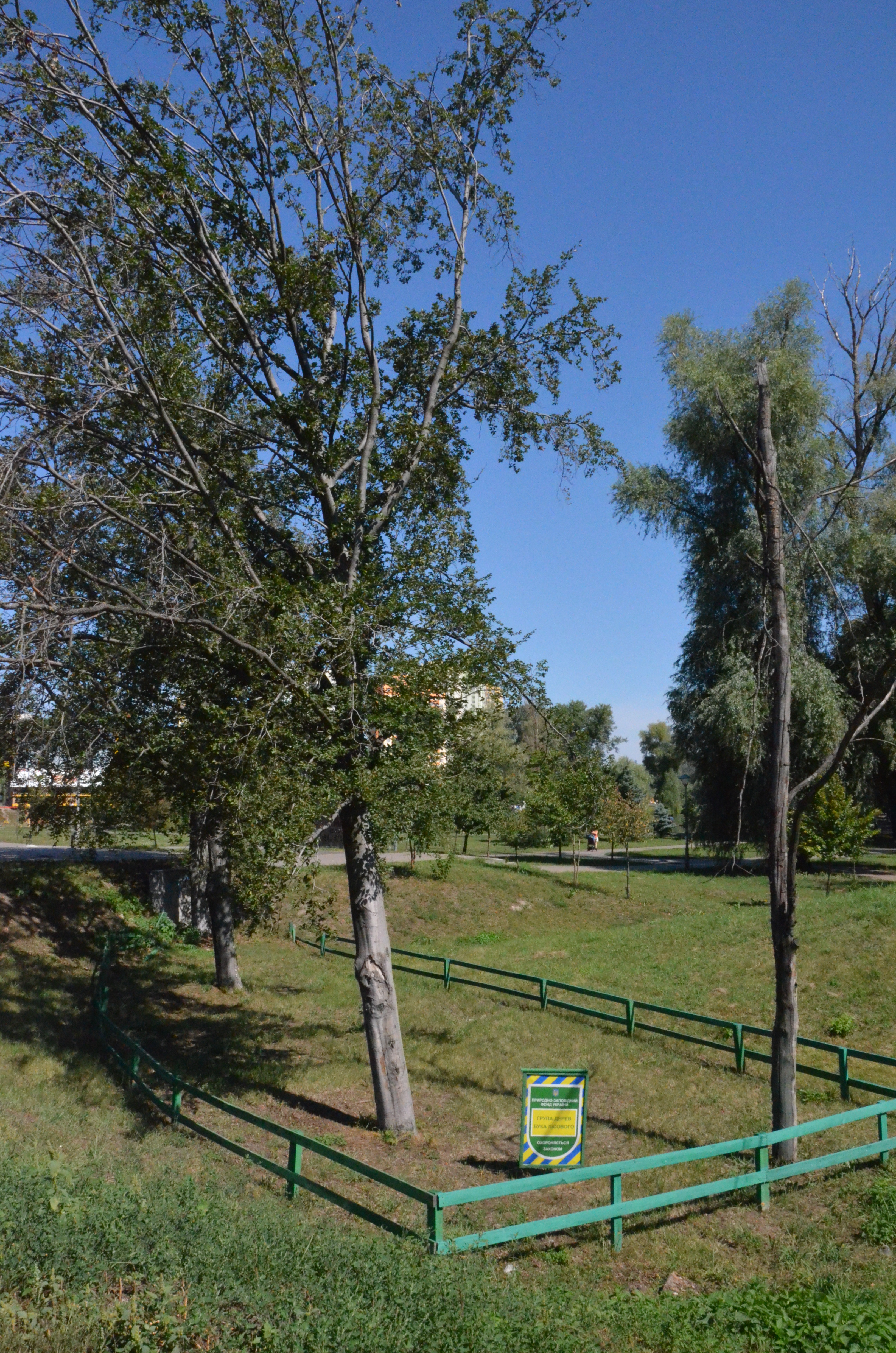
Група дерев бука лісового